# Stojan Wenew
Stojan Wenew, eigentlich Stojan Wenew Iliew, (bulgarisch Стоян Венев; * 21. September 1904 in Skrinjano; † 20. März 1989 in Sofia) war ein bulgarischer Maler, Karikaturist und Grafiker.

## Leben
Wenew absolvierte im Jahr 1931 die Kunstakademie in Sofia. Neben Karikaturen, die sich insbesondere mit der gesellschaftlichen Situation in Bulgarien auseinandersetzten, schuf er auch Bilder in einem heroisch-epischen Stil. Er wurde als Held der Sozialistischen Arbeit, mit dem Orden Georgi Dimitrow und dem Dimitrow-Preis ausgezeichnet. Seit 2018 ist er Namensgeber für den Venev Point, eine Landspitze von Low Island in der Antarktis.

## Werke (Auswahl)
- Septemberkämpfer, 1953
- Frohes Jahr, 1958
- Hochzeit, 1965
- Heiducken, 1966